# DHTML
Il DHTML (acronimo dall'inglese Dynamic HTML), conosciuto anche come HTML dinamico, è un insieme di tecnologie che permettono di cambiare in modo dinamico la rappresentazione e il contenuto di un documento ed aumentare l'interattività dell'utente sulla pagina.
Il DHTML non è un linguaggio; consiste invece nell'uso di JavaScript per aggiungere funzionalità interattive a documenti HTML e fogli di stile CSS.

## Caratteristiche

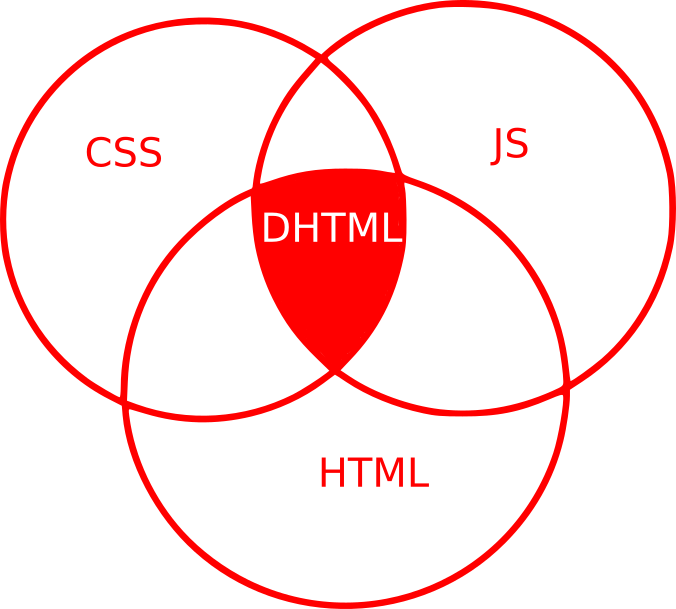
Composizione di DHTML

Le caratteristiche più interessanti di questa tecnologia sono:
- dinamicità degli stili
- dinamicità dei contenuti
- posizionamento e animazioni sugli elementi
- filtri e transizioni
- data binding
- accesso facilitato al DOM (Document Object Model)

### Stile dinamico
Tramite il DHTML è possibile fare cambiare lo stile CSS di un oggetto in modo dinamico. Ad esempio:
```
<
html
>

<
head
>

 
<
title
>
DHTML Test
</
title
>

 
<
script
>
function
 
changeAll
()
 
{
 
document
.
getElementById
(
'div1'
).
style
.
color
 
=
 
'blue'
;
 
}</
script
>

</
head
>

<
body
>

 
<
div
 
id
=
"div1"
 
style
=
"color: red;"
 
onmouseover
=
"changeAll()"
>

  Benvenuti Nel test di DHTML! Passa sopra a questo testo!
 
</
div
>

</
body
>

</
html
>

```

Oppure potremmo anche ordinare i dati presenti in una tabella cliccando in una determinata parte del documento: le potenzialità del linguaggio JavaScript sono molteplici, tanto che con un eloquente uso del linguaggio, si possono creare vere e proprie applicazioni web gestite direttamente dal browser, quindi senza necessità di supporto software da parte del client.

## Struttura di una pagina web
In genere una pagina Web che utilizza DHTML viene impostata nel modo seguente:
```
<!DOCTYPE html>

<
html
 
lang
=
"it"
>

    
<
head
>

        
<
meta
 
charset
=
"utf-8"
>

        
<
title
>
Esempio DHTML
</
title
>

    
</
head
>

    
<
body
>

        
<
div
 
id
=
"navigation"
></
div
>

        
<
script
>

            
function
 
init
()
 
{

                
var
 
myObj
 
=
 
document
.
getElementById
(
"navigation"
);

                
// ... manipola la finestra di myObj

            
}

            
window
.
onload
 
=
 
init
;

        
</
script
>

        
<!--

       Spesso il codice è memorizzato in un file esterno; questo viene fatto 

       collegando il file che contiene JavaScript.         

       Ciò è utile quando più pagine utilizzano lo stesso script:

        -->

        
<
script
 
src
=
"myjavascript.js"
></
script
>

    
</
body
>

</
html
>

```

## Visualizzazione di un blocco di testo aggiuntivo
Il codice seguente illustra una funzione usata spesso. Una parte aggiuntiva di una pagina web verrà visualizzata solo se l'utente lo richiede. Esempio:
```
<
html
>

    
<
head
>

        
<
meta
 
charset
=
"utf-8"
>

        
<
title
>
Utilizzo di una funzione DOM
</
title
>

        
<
style
>

            
a
 
{
 
background-color
:
 
#eee
;
 
}

            
a
:
hover
 
{
 
background
:
 
#ff0
;
 
}

            
#
toggleMe
 
{
 
background
:
 
#cfc
;
 
display
:
 
none
;
 
margin
:
 
30
px
 
0
;
 
padding
:
 
1
em
;
 
}

        
</
style
>

    
</
head
>

    
<
body
>

        
<
h1
>
Utilizzo di una funzione DOM
</
h1
>

        
        
<
h2
><
a
 
id
=
"showhide"
 
href
=
"#"
>
Mostra paragrafo
</
a
></
h2
>

        
        
<
p
 
id
=
"toggleMe"
>
Questo è un paragrafo visibile solo se richiesto.
</
p
>

        
        
<
p
>
Il flusso generale del documento continua
</
p
>

        
        
<
script
>

            
function
 
changeDisplayState
(
id
)
 
{

                
var
 
d
 
=
 
document
.
getElementById
(
'showhide'
),

                    
e
 
=
 
document
.
getElementById
(
id
);

                
if
 
(
e
.
style
.
display
 
===
 
'none'
 
||
 
e
.
style
.
display
 
===
 
''
)
 
{

                    
e
.
style
.
display
 
=
 
'block'
;

                    
d
.
innerHTML
 
=
 
'Nascondo paragrafo'
;

                
}
 
else
 
{

                    
e
.
style
.
display
 
=
 
'none'
;

                    
d
.
innerHTML
 
=
 
'Mostra paragrafo'
;

                
}

            
}

            
document
.
getElementById
(
'showhide'
).
addEventListener
(
'click'
,
 
function
 
(
e
)
 
{

                
e
.
preventDefault
();

                
changeDisplayState
(
'toggleMe'
);

            
});

        
</
script
>

    
</
body
>

</
html
>

```

## Stili dinamici
Utilizzando i CSS, è possibile modificare rapidamente l'aspetto e la formattazione degli elementi in un documento senza aggiungere o rimuovere elementi. Questo aiuta a mantenere i documenti piccoli e gli script che manipolano il documento velocemente. Esempio:
```
<!DOCTYPE html>

<
html
 
lang
=
"it"
>

    
<
head
>

        
<
meta
 
charset
=
"utf-8"
>

        
<
title
>
Stili dinamici
</
title
>

        
<
style
>

            
ul
 
{
 
display
:
 
none
;
 
}

        
</
style
>

    
</
head
>

    
<
body
>

        
<
h1
 
id
=
"firstHeader"
>
Benvenuto nell' HTML dinamico
</
h1
>

        
<
p
><
a
 
id
=
"clickableLink"
 
href
=
"#"
>
Gli stili dinamici sono una caratteristica fondamentale del DHTML.
</
a
></
p
>

        
<
ul
 
id
=
"unorderedList"
>

            
<
li
>
Cambia il colore, la dimensione e il carattere tipografico del testo
</
li
>

            
<
li
>
Mostra e nascondi il testo/li>
            
<
li
>
E molto, molto di più
</
li
>

        
</
ul
>

        
<
p
>
Siamo solo all'inizio!
</
p
>

        
<
script
>

            
function
 
showMe
()
 
{

                
document
.
getElementById
(
"firstHeader"
).
style
.
color
 
=
 
"#990000"
;

                
document
.
getElementById
(
"unorderedList"
).
style
.
display
 
=
 
"block"
;

            
}

            
document
.
getElementById
(
"clickableLink"
).
addEventListener
(
"click"
,
 
function
 
(
e
)
 
{

                
e
.
preventDefault
();

                
showMe
();

            
});

        
</
script
>

    
</
body
>

</
html
>

```